# Borriquete (vela)
En náutica, el borriquete es la vela que se pone sobre el trinquete cuando hay mal tiempo para que pueda utilizarse en caso de deshabilitarse éste. También se le daba este nombre el velacho. 
También recibe esta denominación el palo y la vela de las embarcaciones llamadas trincadura usadas en el norte de España que se ponen en lugar del trinquete cuando hay temporal.